# Forno Comunitário de Covas do Barroso
O Forno do Povo de Covas do Barroso, freguesia do Município de Boticas e Distrito de Vila Real, é um forno comunitário barrosão que está localizado num largo no interior da aldeia, perto do Cruzeiro da mesma freguesia e da Capela de Nossa Senhora da Saúde. Presume-se que tenha sido construído no séc. XIX.

## Descrição Arquitectónica
É um forno comunitário de planta rectangular coberto por lajes de granito assentes em três arcos de volta perfeita formando telhado de duas águas, sem contrafortes exteriores.
A porta está descentrada na fachada principal, de topo, tendo à direita uma laje saliente, inserida na parede, formando mesa de apoio de cestos. O interior é de pavimento cimentado, iluminado por duas janelas de vão rectangular, rasgada uma no paramento lateral, à entrada, e a outra na parede do fundo, próximo da empena, sobre o forno. À direita da entrada, tem uma banca "de tender" apresentando estrutura maciça de alvenaria e mesa cimentada. Em frente, a toda a largura do edifício, sob o vão do terceiro arco, plataforma de alvenaria suportando dois fornos com frontal de cantaria coroada por elementos de cornija sobre o vão quadrado, de verga recta, das portas das duas fornalhas. Arcos apoiados em pilares salientes dos paramentos. Sobre a cumeeira
do telhado possui dois respiradouros rectangulares .
O seu número de Inventário de Património Arquitectónico (IPA) é o PT011702080012.

## Características particulares
Constitui um exemplar de forno comunitário menos rústico,patente na regularidade de talhe das aduelas e pilares, no paramento exterior de cantaria e nas lajes do telhado que se encontram unidas por cimento.

## Intervenções
Em 1969, uma comissão procedeu a reparos gerais do edifício. Substituíram a mesa de "tender" de madeira pela actual banca de alvenaria e cimento. Também substituíram o forno de grandes dimensões por dois mais pequenos, sendo um de granito e outro de tijolo.

## Ligações Externas
- Ficha no site Monumentos.pt do Instituto de Habitação e Reabilitação Urbana